# Poligon regulat
Poligonul regulat este un poligon simplu care are toate unghiurile egale (congruente) și toate laturile egale (congruente).

## Nomenclatură
Cu excepția primelor două poligoane regulate, triunghiul echilateral și pătratul, numele celorlalte poligoane se formează prin utilizarea (ca prefixe) a denumirilor numerelor din limba greacă, la care se adaugă sufixul gon, latură, în limba greacă veche. Spre exemplificare, chiar pătratul poate fi numit tetra-gon regulat, figura cu cinci laturi este un penta-gon regulat, apoi hexa-gon regulat ș.a.m.d.

## Poligoane regulate
- Triunghiul echilateral
- Pătratul
- Pentagonul regulat
- Hexagonul regulat
- Heptagonul regulat
- Octogonul regulat
- Decagonul regulat
- Dodecagonul regulat

## Proprietăți
Fiecare unghi al poligonului cu n laturi are măsura:
{\displaystyle \left(1\;-\;{\frac {2}{n}}\right)}  {\displaystyle \;\times \;180}   (grade) =   {\displaystyle \left(n-2\right)\times {\frac {180}{n}}}   (grade)

## Tabel cu formule
| Poligon              | Latura {\displaystyle a}                                       | Unghiul la centru {\displaystyle \alpha }  | Perimetrul {\displaystyle P}                                                                 | Suprafața {\displaystyle S}                                                                                     |
| -------------------- | -------------------------------------------------------------- | ------------------------------------------ | -------------------------------------------------------------------------------------------- | --- |
| Triunghi echilateral | {\displaystyle a={\sqrt {3}}\cdot R}                           | {\displaystyle 120^{\circ }}               | {\displaystyle P=3{\sqrt {3}}\cdot R}                                                        | {\displaystyle S={\frac {3{\sqrt {3}}}{4}}\cdot R^{2}} {\displaystyle A\approx 1{,}299038\cdot R^{2}}           |
| Pătrat               | {\displaystyle a={\sqrt {2}}\cdot R}                           | {\displaystyle 90^{\circ }}                | {\displaystyle P=4{\sqrt {2}}\cdot R}                                                        | {\displaystyle S=2\cdot R^{2}}                                                                                  |
| Pentagon             | {\displaystyle a={\sqrt {\frac {5-{\sqrt {5}}}{2}}}\cdot R}    | {\displaystyle 72^{\circ }}                | {\displaystyle P=5{\sqrt {\frac {5-{\sqrt {5}}}{2}}}\cdot R}                                 | {\displaystyle S={\frac {5}{8}}{\sqrt {10+2{\sqrt {5}}}}\cdot R} {\displaystyle S\approx 2{,}377641\cdot R^{2}} |
| Hexagon              | {\displaystyle a=R\,}                                          | {\displaystyle 60^{\circ }}                | {\displaystyle P=6\cdot R}                                                                   | {\displaystyle S={\frac {3{\sqrt {3}}}{2}}\cdot R^{2}} {\displaystyle S\approx 2{,}598076\cdot R^{2}}           |
| Heptagon             | {\displaystyle a\approx 0{,}867767\cdot R}                     | {\displaystyle 51{\tfrac {3}{7}}^{\circ }} | {\displaystyle P\approx 6{,}074372\cdot R}                                                   | {\displaystyle S=2{,}736410\cdot R^{2}}                                                                         |
| Octogon              | {\displaystyle a={\sqrt {2-{\sqrt {2}}}}\cdot R}               | {\displaystyle 45^{\circ }}                | {\displaystyle P=8{\sqrt {2-{\sqrt {2}}}}\cdot R} {\displaystyle P\approx 6{,}122935\cdot R} | {\displaystyle S=2{\sqrt {2}}\cdot R^{2}} {\displaystyle S\approx 2{,}828427\cdot R^{2}}                        |
| Eneagon              | {\displaystyle a\approx 0{,}68404029\cdot R}                   | {\displaystyle 40^{\circ }}                | {\displaystyle P\approx 6{,}15636258}                                                        | {\displaystyle S\approx 2{,}892544\cdot R^{2}}                                                                  |
| n-gon                | {\displaystyle a=2\cdot R\cdot \sin {\frac {180^{\circ }}{n}}} | {\displaystyle {\frac {360^{\circ }}{n}}}  | {\displaystyle P=2\cdot n\cdot R\cdot \sin {\frac {180^{\circ }}{n}}}                        | {\displaystyle S={\frac {n\cdot R^{2}}{2}}\cdot \sin {\frac {360^{\circ }}{n}}}                                 |